# Gomphus spicatus
Gomphus spicatus är en trollsländeart som beskrevs av Hagen in Selys 1854. Gomphus spicatus ingår i släktet Gomphus och familjen flodtrollsländor. Inga underarter finns listade i Catalogue of Life.